# Seegräben
Seegräben is een gemeente en plaats in het Zwitserse kanton Zürich, en maakt deel uit van het district Hinwil.
Seegräben telt 1219 inwoners.